# یواس‌اس ویلیامسون (دی‌دی-۲۴۴)
یواس‌اس ویلیامسون (دی‌دی-۲۴۴) (به انگلیسی: USS Williamson (DD-244)) یک کشتی بود که طول آن ۹۵٫۸۱ متر (۳۱۴٫۳ فوت) بود. این کشتی در سال ۱۹۱۹ ساخته شد.